# Сена-Мадурейра

Сена-Мадурейра на карте штата.

Сена-Мадурейра (порт. Sena Madureira) — муниципалитет в Бразилии, входит в штат Акри. Составная часть мезорегиона Вали-ду-Акри. Входит в экономико-статистический микрорегион Сена-Мадурейра. Население составляет 47 168 человек на 2022 год. Занимает площадь 23 752,901 км². Плотность населения — 1,7 чел./км².

## История
Город основан 25 сентября 1904 года.

## Демография
Согласно сведениям, собранным в ходе переписи 2010 г. Национальным институтом географии и статистики (IBGE), население муниципалитета составляет:
| Полное население                               | Полное население                               | Полное население                               | Полное население                               | 33 029 |
| ---------------------------------------------- | ---------------------------------------------- | ---------------------------------------------- | ---------------------------------------------- | ------ |
| в том числе:                                   | Городское население                            | 19 883                                         | Процент городского населения, %                | 43,03  |
|                                                | Сельское население                             | 16 917                                         | Процент сельского населения, %                 | 33,97  |
|                                                | Мужское население                              | 16 739                                         | Процент мужского населения, %                  | 49,12  |
|                                                | Женское население                              | 17 290                                         | Процент женского населения, %                  | 51,09  |
| Плотность населения, чел/км²                   | Плотность населения, чел/км²                   | Плотность населения, чел/км²                   | Плотность населения, чел/км²                   | 1,60   |
| Население муниципалитета в % к населению штата | Население муниципалитета в % к населению штата | Население муниципалитета в % к населению штата | Население муниципалитета в % к населению штата | 5,18   |

По данным оценки 2015 года, население муниципалитета составляет 41 750 жителей.
По данным оценки 2022 года, население муниципалитета составляет 47 168 жителей

## Важнейшие населенные пункты
| № | Населённый пункт | Населённый пункт (порт.) | Категория | Население чел. (2010) | На карте                       |
| - | ---------------- | ------------------------ | --------- | --------------------- | ------------------------------ |
| 1 | Сена-Мадурейра   | Sena Madureira           | город     | 25 112                | 9°04′00″ ю. ш. 68°39′33″ з. д. |
| 1 | Боа-Эсперанса    | Boa Esperança            | поселок   | нет данных            | 9°07′52″ ю. ш. 68°57′06″ з. д. |

## Статистика
- Валовой внутренний продукт на 2005 год составляет 234 381 346 реалов (данные: Бразильский институт географии и статистики).
- Валовой внутренний продукт на душу населения на 2005 год составляет 7104,83 реала (данные: Бразильский институт географии и статистики).
- Индекс развития человеческого потенциала на 2000 год составляет 0,652 (данные: Программа развития ООН).

## География
Климат местности: экваториальный.